# Liga Państw Republikańskich
Liga Państw Republikańskich – organizacja międzynarodowa, której powstanie postulował Immanuel Kant w wydanej w 1795 broszurze O wiecznym pokoju. Celem Ligi miało być osiągnięcie tytułowego wiecznego pokoju poprzez nadanie odpowiedniego kierunku ewolucji porządkowi międzynarodowemu. Koncepcja ta była reakcją filozofa na pierwsze lata rewolucji francuskiej.
Podstawową zasadą Ligi miało być wyrzeczenie się siły. Inne reguły:
- jawność umów międzynarodowych,
- równość państw ("Żadne samodzielnie istniejące państwo nie może być zdobyte przez inne państwo ani tytułem kupna, ani wymiany, darowizny czy dziedziczenia"),
- stopniowa likwidacja stałych armii (miles perpetuus, łac. "wieczny żołnierz"),
- zakaz egzekwowania długów międzynarodowych, jeśli uzyskane tak środki miałyby sfinansować zbrojenia,
- delegalizacja prawa do interwencji („Żadne państwo nie powinno się mieszać w drodze przemocy do konstytucji i rządów innego państwa").

Kant sformułował również postulaty, których wypełnienie uważał za podstawę budowy w Europie trwałego pokoju:
- reforma prawa międzynarodowego - zastąpienie agresji i wojny prawnymi metodami rozstrzygania sporów,
- zniesienie wszystkich monarchii i zastąpienie ich republikami (przeciwstawienie rządów despotycznych obywatelskim),
- przeprowadzanie referendum każdorazowo przed przystąpieniem państwa do wojny,
- utworzenie subregionalnych federacji opartych na zasadzie zbiorowego bezpieczeństwa.

Kant uważał, że ostatecznie Liga sama przekształci się w wielką federację (nota bene był pierwszym, który użył tego pojęcia).
Podobne idee głosił pól wieku wcześniej Stanisław Leszczyński (Organizacja Republik Europejskich).